# Demeter György (zenész)
Demeter György (Budapest, 1959. július 7.) magyar rockzenész, színész, »vokálpatrióta«.

## Pályafutása
Hatéves korában egy zuglói kerületi zeneiskolában kezdett zongorát tanulni, majd trombitálni is. Később vendéglátó szakközépiskolába járt, és megalakította első zenekarát Pódium néven. Gitározott, szöveget írt, énekelt. 1985-ben Tóth György, Kicska László és Keresztes Ildikó részvételével megalakította a Pick-Nick nevű zenekart (a későbbi Rózsaszín Bombázókat), akikkel 1988-ban Siófok város különdíját nyerték el az Interpop Fesztiválon.
…14 évesen a Hétfő című lemez dalaira ugráltam, és egyszer csak Rózsi háta mögött találtam magam.
1990-ben Bergendy István zenekarában vendégénekes volt egy finnországi turnén. 1992-ben megalakította az XL Sisters-t. Egy albumuk jelent meg: Nagy test, nagy élvezet. 1992 óta vokálozik Demjén Ferenc mellett. A következő együttese a Bulldózer volt (Lassan járj – 1994).
1997: Not for Sale zenekar. Albumok: Boldogtalan szép világ, Új Utakon.
A Bulldózer 2005-ben újjáalakult (tagok: Jankai Béla, Szabó Jusztin, Pálmai Zoltán, Jülek Tamás). Album: Utolsó dal – 2009.
Színházi szerepei is voltak: Eddie a Rocky Horror Picture Show-ban, a Piccolo színházban (vezetője: Miklós Tibor) pedig több fő- és epizódszerepet alakított (Rent, Jézus Krisztus Szupersztár, West Side Story, Kiálts a szeretetért, Ilyenek voltunk, Utazás).
2008: Zenehadtest, egy nagyszabású produkció a Kodály Zoltán férfikórus, a Vám és Pénzügyőrség Fúvószenekara és a Bulldózer zenekar részvételével.
Nagyjából 80 albumon vokalistaként, 10 lemezen szövegíróként működött közre. Vokálozott, vokálozik Demjén Ferenc, Somló Tamás, Koncz Zsuzsa, a Skorpió, Cserháti Zsuzsa, Balázs Fecó, a TNT, az Első Emelet, az LGT, az Omega, a Fiesta, a B project fellépésein, lemezein.
Elénekelte az Irány Eldorádó című animációs film betétdalait, amire Elton John tizenkét jelentkező közül őt választotta ki.
Jelenleg – fellépései mellett – a Musicalitas: Színház- és Művészetpártoló Egyesület elnökeként is dolgozik.